# Холявка (приток Москвы)
Холя́вка (Халя́ва) — река в Московской области России, в районе Звенигорода. Правый приток Москвы.
Протекает по территории сельского поселения Захаровское Одинцовского района близ деревень Марьино и Введенское.
Длина реки — 4 км, площадь водосборного бассейна — 12—15 км². Под деревней Марьино на правом берегу — каптированный родник. Река упоминается в источниках 1624 года.